# 36 d'Andròmeda
36 d'Andròmeda (36 Andromedae) és una estrella de la constel·lació d'Andròmeda. Té una magnitud aparent de 5,46.